# 阿尔斯河畔梅雷
阿尔斯河畔梅雷（法語：Merrey-sur-Arce，法語發音：[meʁɛ syʁ aʁs]）是法国奥布省的一个市镇，位于该省东南部，属于特鲁瓦区。

## 地理
阿尔斯河畔梅雷（48°5'45"N, 4°23'32"E）面积8.39 平方千米，位于法国大東部大區奥布省，该省份为法国中北部省份，北起马恩省，西接塞纳-马恩省，西南至约讷省，东南至科多尔省，东临上马恩省。
与阿尔斯河畔梅雷接壤的市镇（或旧市镇、城区）包括：塞纳河畔巴尔、乌尔斯河畔塞勒、阿尔斯河畔维尔。

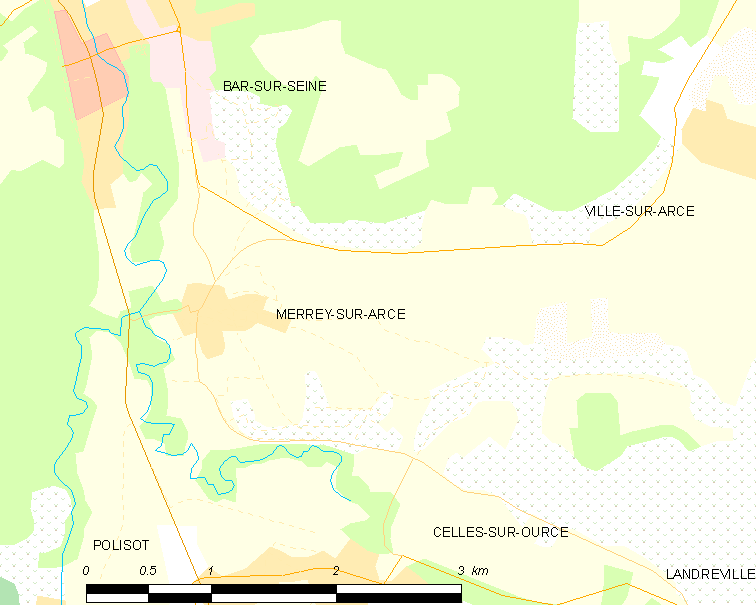
阿尔斯河畔梅雷的OSM定位图

阿尔斯河畔梅雷的时区为UTC+01:00、UTC+02:00（夏令时）。

## 行政
阿尔斯河畔梅雷的邮政编码为10110，INSEE市镇编码为10232。

## 政治
阿尔斯河畔梅雷所属的省级选区为塞纳河畔巴尔县。

## 人口

1962-2008年间阿尔斯河畔梅雷人口变化图示

阿尔斯河畔梅雷于2022年1月1日时的人口数量为325人。